# Titanotylopus
Titanotylopus is een monotypisch geslacht van uitgestorven Noord-Amerikaanse reuzenkamelen uit het Plioceen. Dit dier was 3,5 meter hoog bij de schouder en circa een ton zwaar. De naam is afgeleid van de Griekse woorden Τιτάν, τύλος en πούς - 'Titan', 'knop' en 'voet'; dus 'gigantische knobbelige voet'. Resten van dit dier werden gevonden in Noord-Amerika (Nebraska).

## Beschrijving
Titanotylopus had precies dezelfde kenmerken van de huidige kameel, afgezien van de vetbulten. Het bezat lange en massieve ledematen, een relatief kleine hersenpan en een convexe helling tussen de ogen. Het had een lange hals, een lange snuit en lange poten met voeten, waaraan zich twee gespreide tenen bevonden. De kaak bevatte geen bovenste snijtanden. Het bereikte een schouderhoogte van meer dan 3,4 meter en een gewicht van 2.485,6 kilogram.

## Leefwijze
Titanotylopus was hoger dan de meeste olifanten van die tijd zoals de Amerikaanse mammoet en de mastodont. Omdat Titanotylopus een bewoner was van de prairies en niet van woestijnen, had deze kameel vermoedelijk geen aanpassingen voor het woestijnleven zoals de hedendaagse kamelen in de vorm van vetbulten en aanpassingen om vocht vast te houden.

## Paleobiologie
Titanotylopus onderscheidt zich van andere vroege grote kameelachtigen door zijn grote bovenste hoektanden en andere onderscheidende gebitskenmerken, en de afwezigheid van traanholten in de schedel. In tegenstelling tot de kleinere, gelijktijdige Camelops, had Titanotylopus relatief brede tweede vingerkootjes
De soort Titanotylopus spatulus werd gekenmerkt door brede, spatelachtige snijtanden. Het is gevonden in Grand View, Red Light fauna van de Loveformatie, Hudspeth County, Texas, Donnelly Ranch, White Rock, Kansas, Mullen II (Kansas), Sandahl Local Fauna (Nebraska), Vallecito Creek, Colorado en 111 Ranch, Arizona in Noord-Amerika.

## Alternatieve classificatie
Hoewel sommige auteurs Gigantocamelus en Titanotylopus als verwant hebben beschouwd, hebben anderen ze afzonderlijk in stand gehouden. Voorhies en Corner documenteerden op basis van eerder niet-gerapporteerd materiaal dat de twee inderdaad een aparte generieke status verdienen. Harrison (1985) volgde Voorhies en Corner door te pleiten voor het gebruik van Titanotylopus alleen voor Titanotylopus nebraskensis, gebaseerd op een onderkaak, en Gigantocamelus voor Gigantocamelus spatel, waaronder Gigantocamelus fricki. Er is een duidelijk verschil tussen de proximale falanx van exemplaren die zijn toegewezen aan Gigantocamelus en aan Titanotylopus, gebaseerd op skeletten geassocieerd met schedelmateriaal.